# Acanthomysis stelleri
Acanthomysis stelleri är en kräftdjursart som först beskrevs av Alexander Nikolaevich Derzhavin 1913.  Acanthomysis stelleri ingår i släktet Acanthomysis och familjen Mysidae. Inga underarter finns listade i Catalogue of Life.